# 1663년
1663년은 월요일로 시작하는 평년이다.

## 연호
- 동녕(東寧) 영력(永曆) 17년
- 청(淸) 강희(康熙) 2년
- 일본(日本) 간분(寛文) 3년
- 후 레 왕조(後黎朝) 까인찌(景治) 원년
- 막 왕조(莫朝) 투언득(順德) 26년

## 기년
- 동녕(東寧) 연평문왕(延平文王) 원년
- 류큐(琉球) 쇼시쓰왕(尚質王) 16년
- 청(淸) 성조 강희제(聖祖 康熙帝) 2년
- 조선(朝鮮) 현종(顯宗) 4년
- 후 레 왕조(後黎朝) 현종(玄宗) 원년

## 탄생
- 10월 18일 - 프랑스 태생의 오스트리아의 장군 외젠 드 사부아 공자. (~1736년)

### 미상
- 조선 후기의 문신 심수현. (~1736년)